# Ocnosispa
Ocnosispa is een geslacht van kevers uit de familie bladkevers (Chrysomelidae).
De wetenschappelijke naam van het geslacht werd in 1910 gepubliceerd door Julius Weise.

## Soorten
- Ocnosispa aemula (Weise, 1910)
- Ocnosispa armata (Baly, 1858)
- Ocnosispa arrowi (Uhmann, 1938)
- Ocnosispa atripennis (Pic, 1929)
- Ocnosispa batesii (Baly, 1858)
- Ocnosispa bilineaticollis (Pic, 1937)
- Ocnosispa cardinalis (Guérin-Méneville, 1844)
- Ocnosispa coccinea (Guérin-Méneville, 1844)
- Ocnosispa condyla Staines, 2002
- Ocnosispa conicicollis (Baly, 1858)
- Ocnosispa denieri (Uhmann, 1940)
- Ocnosispa depressa Staines, 2002
- Ocnosispa flohri (Weise, 1910)
- Ocnosispa humerosa Staines, 2002
- Ocnosispa lateralis (Baly, 1858)
- Ocnosispa magnifica (Uhmann, 1932)
- Ocnosispa nublia (Weise, 1910)
- Ocnosispa pectoralis (Uhmann, 1950)
- Ocnosispa sallei (Baly, 1858)
- Ocnosispa simoni (Pic, 1934)
- Ocnosispa trifasciata (Weise, 1910)